# Fanini-Seven Up

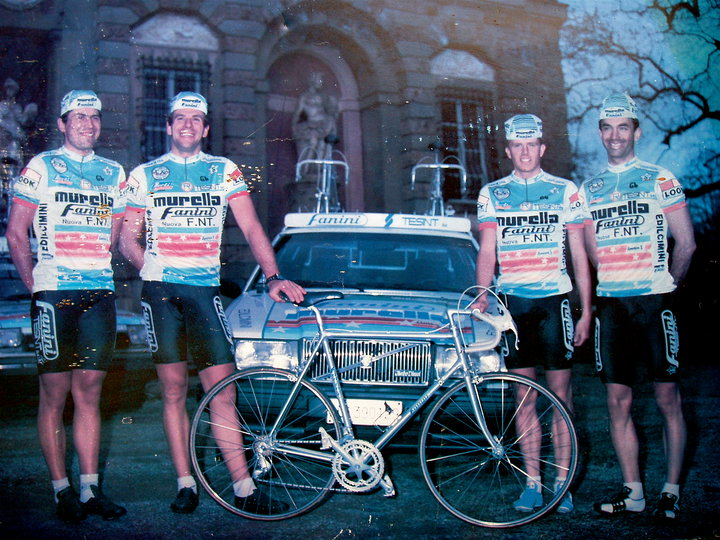
Walter Delle Case, Gregor Braun, Rolf Sørensen und John Eustice 1986

Fanini-Seven Up, Murella-Rossin, Murella-Fanini oder Remac-Fanini war ein italienisches Radsportteam im Straßenradsport, welches von 1984 bis 1988 bestand.

## Geschichte
Das Team wurde 1984 unter der Leitung von Franco Montanelli gegründet. Im ersten Jahr konnte das Team sechste Plätze beim Giro d’Italia und bei Mailand–Sanremo und Platz 10 bei Paris-Tours erzielen. 1985 konnte der dritte Platz bei der Coppa Placci und 1986 ein 9. Platz bei Mailand–Sanremo erreicht werden. 1987 konnte neben den Siegen zweite Plätze bei der Coppa Placci, beim Gran Premio Industria e Commercio di Prato, bei Gran Premio Città di Peccioli, beim Giro di Romagna und der Coppa Bernocchi sowie Platz 3 beim Giro del Lazio erreicht werden. 1988 konnte nochmals ein neunter Platz beim Giro d’Italia erzielt werden. Am Ende der Saison löste sich das Team auf.
Hauptsponsoren waren:
- 1984 bis 1986: Murella, ein italienischer Hersteller von Tapeten auf Vinyl-Basis.
- 1987: Remac, ein italienischer Hersteller von Landmaschinen.
- 1988: Fanini, ein italienischer Fahrradhersteller, welcher von 1984 bis 1987 als Co-Sponsor auftrat. Zudem war die Softdrink-Marke Seven Up als Co-Sponsor des Teams tätig.

## Erfolge
1984
- zwei Etappen Giro d’Italia
- Gesamtwertung und eine Etappe Giro del Trentino
- Gesamtwertung und eine Etappe Tour of Norway
- Giro della Toscana
- Coppa Agostoni
- zwei Etappen Schweden-Rundfahrt
- GP Capodarco

1985
- eine Etappe Tour of Norway
- eine Etappe Tour de Romandie

1986
- eine Etappe Dänemark-Rundfahrt
- Trofeo Matteotti

1987
- eine Etappe Giro d’Italia
- Gesamtwertung und zwei Etappen Tirreno–Adriatico
- Gesamtwertung und drei Etappen Herald Sun Tour
- Grand Prix Pino Cerami
- eine Etappe Settimana Internazionale Coppi e Bartali

1988
- zwei Etappen und  Nachwuchswertung Giro d’Italia
- zwei Etappen Herald Sun Tour
- Memorial Gastone Nencini
- Trofeo dello Scalatore
- Coppa Placci
- Italienischer Meister – Straßenrennen
- Trofeo Laigueglia
- Giro dell’Etna

## Wichtige Platzierungen
Grand Tours
| Grand Tour        | 1984 | 1985 | 1986 | 1987 | 1988 |
| ----------------- | ---- | ---- | ---- | ---- | ---- |
| Giro d’ItaliaGiro | 6    | 24   | 63   | 17   | 9    |

Monumente des Radsports
| Monument                 | 1984 | 1985 | 1986 | 1987 | 1988 |
| ------------------------ | ---- | ---- | ---- | ---- | ---- |
| Mailand–Sanremo          | 6    | 36   | 9    | 10   | 13   |
| Flandern-Rundfahrt       | –    | –    | –    | 61   | –    |
| Lüttich–Bastogne–Lüttich | 13   | 57   | –    | –    | –    |
| Lombardei-Rundfahrt      | 29   | –    | 30   | 13   | –    |

## Bekannte Fahrer
- Gianbattista Baronchelli (1984)
- Franco Chioccioli (1984)
- Rolf Sørensen (1986–1987)
- Gregor Braun (1986)
- Mario Beccia (1987)
- Pierino Gavazzi (1987–1988)
- Alberto Elli (1987–1988)